# Steven A. Cohen
Steven A. Cohen (circa 1956) é um bilionário estado-unidense que se tornou famoso ao fazer uma enorme fortuna com os seus investimentos na bolsa de valores. Em 1992 Steven A. Cohen fundou o hedge fund estado-unidense SAC Capital Partners com sede em Stamford, Connecticut, o qual ainda é gerido por ele. É considerados um dos melhores e mais carismaticos investidores/seus cinco filhos.
Cohen é também conhecido como um dos maiores colecionadores de arte, sendo desde de 2002 considerado um dos 10 maiores investidores em arte.[carece de fontes?]
É conhecida a sua paranoia pelo secretismo e poucas fotos dele são disponibilizadas, uma vez que Cohen comprou os direitos de publicação das suas fotos.
Em janeiro de 2014 o programa de jornalismo investigativo Frontline, da emissora educativa americana PBS, apontou Cohen como provável mentor de esquemas fraudulentos de compra e venda de ações com informação privilegiada em sua empresa SAC, estratégia criminosa conhecida como "insider trading". O programa informou que a SAC foi condenada a pagar uma multa de 1,8 bilhões de dólares pela prática, porém a legislação americana não permitiria a condenação de indivíduos como Cohen por negligência, na ausência de evidências claras e distintas de dolo.